# Reckum
Reckum ist ein Ortsteil der Gemeinde Winkelsett, die zur Samtgemeinde Harpstedt im niedersächsischen Landkreis Oldenburg  gehört.

## Geografie und Verkehrsanbindung
Reckum liegt westlich des Kernbereichs von Winkelsett und südöstlich des Stadtgebiets von Wildeshausen. Durch den Ort fließt der Reckumer Bach und weiter westlich die Hunte.

## Geschichte
Am 1. März 1974 wurde Reckum nach Winkelsett eingegliedert.

## Sehenswürdigkeiten
- Die Reckumer Steine sind zwei neolithische Großsteingräber im Ort.